# I Was Only Joking
I Was Only Joking è un singolo del cantante rock britannico Rod Stewart, estratto dall'album del 1977 Foot Loose & Fancy Free. Scritto da Stewart e dal suo collaboratore Jim Cregan, è stato prodotto dallo statunitense Tom Dowd. 
La canzone è il resoconto della giovinezza di un uomo, che viene esaminata da una prospettiva ormai matura con rimpianto e nostalgia ("Stavo solamente scherzando, mia cara | Cercando una maniera di nascondere la mia paura | Che genere di idiota ero | Non avrei potuto mai vincere").

## Accoglienza
Il brano ha riscosso un ampio successo critico ed è considerato uno dei migliori nell'intero repertorio di Stewart, contenendo inoltre una delle sequenze di versi più significative nella produzione dell'artista.
Secondo la rivista Billboard, Stewart è in "forma smagliante nell'interpretare testi profondi su una base rock ritmica e semi-acustica", lodandone le melodie. Il lungo assolo, eseguito da Cregan prima con una chitarra acustica e poi con una elettrica, è considerato tra i migliori nel rock classico.
In seguito alla pubblicazione come singolo, I Was Only Joking ebbe buoni risultati, entrando nelle classifiche di molti Paesi, tra cui in Regno Unito (dove si classificò 5º nella UK Singles Chart), Stati Uniti (dove centrò il 22º posto nella Billboard Hot 100), oltre a Germania e Irlanda (4º).